# یحیی المسلم
یحیی المسلم (انگلیسی: Yahya Al-Musalem؛ زادهٔ ۷ ژانویهٔ ۱۹۸۷) یک بازیکن فوتبال اهل عربستان سعودی است.
از باشگاه‌هایی که در آن بازی کرده‌است می‌توان به الرائد عربستان و الهلال عربستان اشاره کرد.